# ドコモCS東北
株式会社ドコモCS東北（ドコモシーエスとうほく）は、NTTドコモの完全子会社であり、NTTドコモ東北支社の機能分担会社である。
2014年7月1日に、主に技術系業務を行ってきたドコモエンジニアリング東北株式会社が、主に営業系業務を行ってきたドコモサービス東北株式会社を吸収合併し、現在の商号に変更した。

## 概要
主に東北地方6県（青森県、岩手県、秋田県、宮城県、山形県、福島県）を事業区域としている。
旧ドコモエンジニアリング東北株式会社時代からの業務としては、NTTドコモの基地局設備の構築や保守、携帯電話の故障受付関連のとりまとめ、情報システム部門の委託業務、2008年に解散したドコモ・センツウより引き継いだ衛星携帯電話（ワイドスター）の販売・保守業務、携帯電話を使ったの安否確認システム（ASP）などのアプリケーション開発、販売、保守運用がある。
合併した旧ドコモサービス東北株式会社からは、ドコモショップ（10店舗）の運営、コールセンター業務など営業関係業務を継承している。
現在の本社はドコモ東北ビルにあるが、旧ドコモエンジニアリング東北株式会社時代の本社は、旧エヌ・ティ・ティ・ドコモ東北（現・NTTドコモ東北支社）がドコモ東北ビルへの移転前に本社としていたアーバンネット五橋ビルにあった。旧ドコモサービス東北株式会社の本社があったドコモ東北仙台ビルには、旧ドコモエンジニアリング東北がかつて本社を置いた時期があり、本社移転後も2009年3月31日まで仙台サービスセンターを置いていた。
また技術系業務を行っていた旧ドコモエンジニアリング東北も、かつてはドコモショップを1店舗のみ手がけたことがある（宮城野区のDS扇町店）。

## 運営しているドコモショップ
2015年3月現在、各県庁所在地に1店舗ずつ所在（うち5店は、ドコモビル内に所在）。